# 华南缺齿鼹
华南缺齿鼹（学名：Mogera latouchei）也称拉氏缺齿鼹，一种分布于越南北部及中国南方等地区的小型哺乳动物，隶属于鼹科缺齿鼹属。本种是英国动物学家奥德菲尔德·托马斯于1907年描述发表，种加词取自爱尔兰博物学家拉图许（John David Digues La Touche）的姓氏。本种原被认为是小缺齿鼹（Mogera insularis）的一个亚种，现通过系统分类学研究确定本种为独立物种。